# Tatra T3R.PV
Tatra T3R.PV – typ fabrycznie nowego tramwaju wzorowanego na wozie Tatra T3.

## Historia

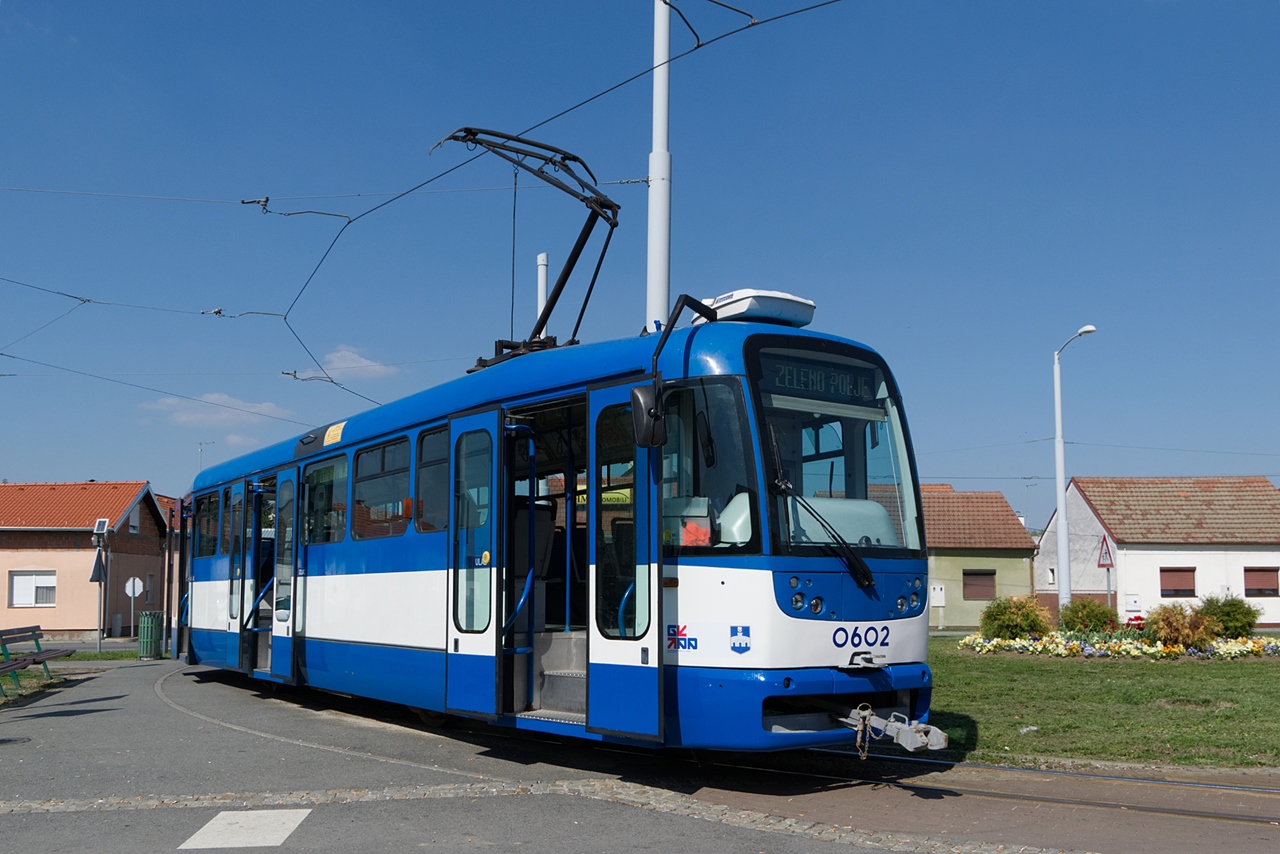
Tramwaj T3R.PV z nowym czołem w chorwackim mieście Osijek

Niektórych tramwajów T3 nie było warto modernizować ze względu na wysokie koszty. Przede wszystkim ze względu na bardzo zły stan techniczny nie podejmowano remontów niektórych wozów. Dlatego opracowano nowe pudło tramwajowe typu VarCB3 (wykorzystane już w typie Tatra T3R.EV) a tramwaj wraz z nowym wyposażeniem elektrycznym TV Progress oznaczono T3R.PV. Praktycznie jest to nowy tramwaj, jednak często uważa się, że są to po prostu zmodernizowane oryginalne tramwaje T3.

## Modernizacja
Do nowego pudła montowano różne ściany przednie i tylne (takie jak w T3, które zaprojektował František Kardaus – wykorzystane w egzemplarzach czeskich i słowackich, ale także nowoczesne projektu Františka Pelikána – egzemplarze dostarczone do chorwackiego Osijeka i rosyjskiego Wołgogradu). Wnętrze i kabina motorniczego jest modernizowana zgodnie z wytycznymi zamawiającego. W Bratysławie i Pradze jeżdżą wozy T3R.PV z pantografem nożycowym, w ostatnich egzemplarzach montowano już pantografy połówkowe. Nowe wyposażenie elektryczne to typ TV Progress.

## Dostawy
Wozy T3R.PV zostały wyprodukowane w latach 2003–2008 w liczbie 83 egzemplarzy.
| Państwo        | Miasto         | Lata dostaw    | Liczba | Numery                            | Uwagi          |       |
| -------------- | -------------- | -------------- | ------ | --------------------------------- | -------------- | ----- |
| Chorwacja      | Osijek         | 2006–2007      | 17     | 0601–0611, 0712–0717              | czoła Pelikána | [ 1 ] |
| Czechy         | Brno           | 2003–2006      | 10     | 1517, 1558, 1561, 1603, 1653–1658 |                | [ 2 ] |
| Czechy         | Liberec        | 2003–2008      | 12     | 20, 21, 24–27, 33, 34, 39–41, 78  |                | [ 3 ] |
| Czechy         | Pilzno         | 2004           | 2      | 196, 198                          |                | [ 4 ] |
| Czechy         | Praga          | 2003–2007      | 35     | 8151–8185                         |                | [ 5 ] |
| Rosja          | Wołgograd      | 2007           | 2      | 2654, 2655                        | czoła Pelikána | [ 6 ] |
| Słowacja       | Bratysława     | 2005–2007      | 5      | 7703, 7704, 7706, 7717, 7718      |                | [ 7 ] |
| Łączna liczba: | Łączna liczba: | Łączna liczba: | 83     |                                   |                |       |